# ラインベック
ラインベック（Rhinebeck）は、日本の競走馬である。
馬名の意味は「ニューヨーク州の田舎町」。

## 戦績

### デビュー前
2017年4月5日、北海道安平町のノーザンファームで誕生。三冠馬の父ディープインパクト、牝馬三冠馬の母アパパネはともに金子真人の所有馬であり、両馬の配合は「夢の配合」、「三冠配合」、「12冠配合」などと称される。全兄に2014年生まれのモクレレ、2015年生まれのジナンボーがおり、本馬は第3仔となる。

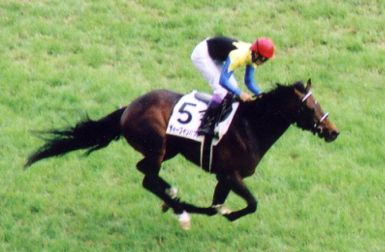
父ディープインパクト
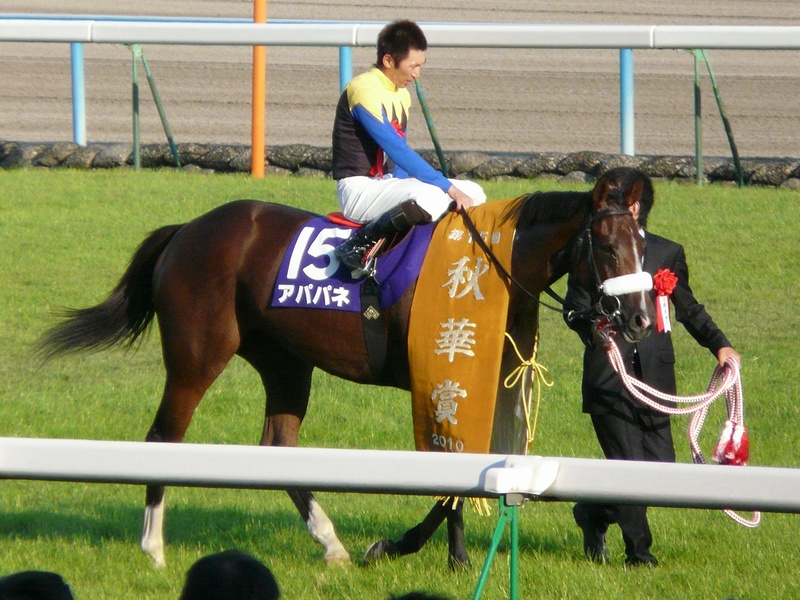
母アパパネ

### 2歳（2019年）
全兄2頭は美浦の厩舎に預けられていたが、本馬は金子真人ホールディングス所有のダービー馬マカヒキ、ワグネリアンを管理する栗東の友道康夫厩舎に入厩した。デビュー戦前の1週前追い切りではCWコースでラスト1ハロン11秒4と非凡な瞬発力を披露した。友道師は「能力を感じさせる馬です。いいフットワークをしていますよ」と評価し、大江調教助手も「来年のクラシック路線に乗せたい素材。体の使い方が柔らかいですし、先々まで活躍を見込んでいます」と期待を述べた。
6月29日の新馬戦（中京競馬場、芝1600m）で福永祐一を背にデビューを迎えた。レースでは緩い流れを2番手で折り合い、ラストは出走馬中最速タイの上がり3F33秒8の脚で抜け出し、新馬勝ちする。レース後、福永は「よく調教されていて、着差はわずかだったけど安心して乗っていた。距離が延びても問題ない」とコメントした。
2戦目は中2週で中京2歳ステークスに出走。重馬場でのレースとなったが単勝1.2倍の圧倒的支持を集め、4番手追走から危なげなく抜け出してデビュー2連勝を飾った。福永は「距離を延ばすことを考えれば、ハナには立ちたくなかった。楽勝という感じではなかったですが、こういう馬場も含めていい経験にはなったと思います」と振り返った。
休養を経て、重賞初挑戦となる東京スポーツ杯2歳ステークスに出走。それぞれ新馬戦を快勝したコントレイルとアルジャンナに次ぐ3番人気となったが、レースはコントレイルが2着アルジャンナに5馬身差をつけて圧勝。本馬はアルジャンナからさらに遅れること4馬身差の3着だった。暮れのホープフルステークスもコントレイルの4着となった。

### 3歳（2020年）
初戦の若駒ステークスは1番人気に推されたが3着。休養を挟んだ皐月賞は15着、続くNHKマイルカップは8着と精彩を欠くレースが続いた。
その後陣営は矛先を条件戦に変え、さらに初のダート戦となる西脇特別（2勝クラス）に出走。レースではスタートから先手を奪うとそのまま逃げ切って優勝。ダート初勝利を挙げた。この勝利で、ディープインパクトは史上最速となる産駒のJRA通算2200勝を達成した。
その後はレパードステークス含めダートで3戦したが、入着に至らなかった。

### 4歳（2021年） - 5歳（2022年）
4歳に入ると芝路線に戻り、江の島ステークスを勝利してオープンに昇級したものの、その後新潟記念は5着、ディセンバーステークスは4着となり、4歳シーズンを終える。
5歳となった2022年も惨敗が続き、夏に去勢を行った。去勢後初のレースとなった信越ステークスは8着、続くキャピタルステークスでも9着と着外に終わるが、12月のリゲルステークスではシャイニーロックの2着と好走した。

### 6歳（2023年） -
6歳初戦となった東風ステークスでは道中離れた2番手でレースを進め、直線で抜け出すと最後はゾンニッヒの追撃を半馬身差で振り切り久々の勝利を挙げる。中1週で挑んだ六甲ステークスは9着に終わるも、米子ステークスは2着、関屋記念は3着とまずまずの結果を残した。9月10日の京成杯オータムハンデキャップでは8着に敗れ、以後休養に入った。

## 競走成績
以下の内容は、netkeiba.comの情報に基づく。
| 競走日     | 競馬場 | 競走名        | 格   | 距離（馬場）  | 頭 数 | 枠 番 | 馬 番 | オッズ （人気） | 着順 | タイム （上り3F） | 着差 | 騎手          | 斤量 [kg] | 1着馬（2着馬）       | 馬体重 [kg] |
| ---------- | ------ | ------------- | ---- | ------------- | ----- | ----- | ----- | --------------- | ---- | ----------------- | ---- | ------------- | --------- | -------------------- | ----------- |
| 2019.06.29 | 中京   | 2歳新馬       |      | 芝1600m（稍） | 9     | 7     | 7     | 001.50（1人）   | 01着 | R1:39.2（33.8）   | -0.2 | 0福永祐一     | 54        | （アージオン）       | 462         |
| 0000.07.20 | 中京   | 中京2歳S      | OP   | 芝1600m（重） | 8     | 2     | 2     | 001.20（1人）   | 01着 | R1:36.5（35.3）   | -0.3 | 0福永祐一     | 54        | （スズカデレヤ）     | 456         |
| 0000.11.16 | 東京   | 東スポ杯2歳S  | GIII | 芝1800m（良） | 8     | 1     | 1     | 004.60（3人）   | 03着 | R1:46.0（34.9）   | -1.5 | 0W.ビュイック | 55        | コントレイル         | 460         |
| 0000.12.28 | 中山   | ホープフルS   | GI   | 芝2000m（良） | 13    | 8     | 13    | 037.20（6人）   | 04着 | R2:02.2（36.9）   | -0.8 | 0岩田康誠     | 55        | コントレイル         | 470         |
| 2020.01.26 | 京都   | 若駒S         | L    | 芝2000m（良） | 6     | 3     | 3     | 002.30（1人）   | 03着 | R2.02.8（36.5）   | -0.3 | 0武豊         | 56        | ケヴィン             | 468         |
| 0000.04.19 | 中山   | 皐月賞        | GI   | 芝2000m（稍） | 18    | 7     | 15    | 160.8（14人）   | 15着 | R2:02.4（37.1）   | -1.7 | 0岩田康誠     | 57        | コントレイル         | 476         |
| 0000.05.10 | 東京   | NHKマイルC    | GI   | 芝1600m（良） | 18    | 5     | 9     | 054.0（11人）   | 08着 | R1:33.1（34.6）   | -0.6 | 0武士沢友治   | 57        | ラウダシオン         | 468         |
| 0000.07.05 | 阪神   | 西脇特別      | 2勝  | ダ1800m（稍） | 11    | 1     | 1     | 002.90（2人）   | 01着 | R1:51.1（36.4）   | -0.2 | 0川田将雅     | 54        | （ミステリオーソ）   | 476         |
| 0000.08.09 | 新潟   | レパードS     | GIII | ダ1800m（不） | 15    | 4     | 6     | 005.60（3人）   | 07着 | R1:50.8（37.9）   | -1.6 | 0M.デムーロ   | 56        | ケンシンコウ         | 488         |
| 0000.11.28 | 阪神   | 竹田城S       | 3勝  | ダ2000m（良） | 15    | 4     | 7     | 003.80（2人）   | 09着 | R2:07.7（40.2）   | -1.5 | 0岩田康誠     | 55        | メイショウマトイ     | 484         |
| 0000.12.27 | 阪神   | フォーチュンC | 3勝  | ダ1800m（良） | 16    | 4     | 7     | 008.70（4人）   | 09着 | R1:53.9（39.1）   | -1.1 | 0岩田望来     | 54        | スズカフロンティア   | 484         |
| 2021.06.26 | 東京   | 江の島S       | 3勝  | 芝1800m（良） | 8     | 8     | 8     | 008.50（4人）   | 01着 | R1.46.5（33.0）   | -0.2 | 0石橋脩       | 57        | （シングフォーユー） | 506         |
| 0000.09.05 | 新潟   | 新潟記念      | GIII | 芝2000m（良） | 17    | 6     | 11    | 009.50（5人）   | 05着 | R1:58.7（34.6）   | -0.3 | 0津村明秀     | 54        | マイネルファンロン   | 512         |
| 0000.12.19 | 中山   | ディセンバーS | L    | 芝1800m（良） | 16    | 2     | 3     | 004.60（2人）   | 04着 | R1:48.1（35.5）   | -0.4 | 0石橋脩       | 56        | ローザノワール       | 500         |
| 2022.01.29 | 東京   | 白富士S       | L    | 芝2000m（良） | 14    | 7     | 12    | 017.10（6人）   | 14着 | R2:00.1（37.2）   | -2.7 | 0岩田康誠     | 56        | ジャックドール       | 500         |
| 0000.04.17 | 福島   | 福島民報杯    | L    | 芝2000m（良） | 16    | 6     | 11    | 014.10（7人）   | 08着 | R2:01.8（38.1）   | -1.9 | 0西村淳也     | 54        | アンティシペイト     | 500         |
| 0000.05.08 | 新潟   | 新潟大賞典    | GIII | 芝2000m（良） | 15    | 6     | 10    | 022.2（11人）   | 14着 | R2:01.4（38.7）   | -3.7 | 0西村淳也     | 54        | レッドガラン         | 500         |
| 0000.10.16 | 新潟   | 信越S         | L    | 芝1400m（良） | 18    | 3     | 6     | 033.2（11人）   | 08着 | R1:20.6（35.2）   | -0.4 | 0団野大成     | 54        | ダディーズビビッド   | 482         |
| 0000.11.26 | 東京   | キャピタルS   | L    | 芝1800m（良） | 18    | 4     | 8     | 027.80（9人）   | 09着 | R1:32.8（34.3）   | -0.3 | 0石橋脩       | 56        | ララクリスティーヌ   | 476         |
| 0000.12.10 | 阪神   | リゲルS       | L    | 芝1600m（良） | 9     | 1     | 1     | 007.40（5人）   | 02着 | R1:33.7（33.6）   | -0.1 | 0藤岡康太     | 56        | シャイニーロック     | 482         |
| 2023.03.12 | 中山   | 東風S         | L    | 芝1600m（良） | 11    | 4     | 4     | 018.40（5人）   | 01着 | R1.33.0（34.2）   | -0.1 | 0津村明秀     | 57        | （ゾンニッヒ）       | 482         |
| 0000.03.26 | 阪神   | 六甲S         | L    | 芝1600m（重） | 15    | 3     | 4     | 005.70（3人）   | 09着 | R1:36.3（36.0）   | -0.8 | 0藤岡康太     | 58        | サヴァ               | 488         |
| 0000.06.17 | 阪神   | 米子S         | L    | 芝1600m（良） | 13    | 4     | 5     | 022.90（7人）   | 02着 | R1:31.9（35.1）   | -0.2 | 0藤岡康太     | 58        | メイショウシンタケ   | 486         |
| 0000.08.13 | 新潟   | 関屋記念      | GIII | 芝1600m（良） | 17    | 8     | 16    | 012.70（6人）   | 03着 | R1:32.2（33.2）   | -0.1 | 0石橋脩       | 57        | アヴェラーレ         | 480         |
| 0000.09.10 | 中山   | 京成杯AH      | GIII | 芝1600m（良） | 11    | 7     | 9     | 007.50（4人）   | 08着 | R1:32.5（34.5）   | -0.9 | 0石橋脩       | 57        | ソウルラッシュ       | 482         |
| 2024.03.10 | 中山   | 東風S         | L    | 芝1600m（良） | 14    | 1     | 1     | 010.70（6人）   | 11着 | R1:34.6（36.2）   | -1.2 | 0津村明秀     | 58        | ディオ               | 488         |
| 0000.03.30 | 中山   | ダービー卿CT  | GIII | 芝1600m（稍） | 16    | 2     | 3     | 067.7（13人）   | 10着 | 01:34.0（35.0）   | -1.1 | 0石橋脩       | 57        | パラレルヴィジョン   | 484         |
| 0000.06.15 | 京都   | 米子S         | L    | 芝1600m（良） | 16    | 4     | 8     | 052.3（11人）   | 06着 | R1:32.0（33.6）   | -0.5 | 0荻野極       | 58        | トゥードジボン       | 488         |
| 0000.08.11 | 新潟   | 関屋記念      | GIII | 芝1600m（良） | 18    | 8     | 18    | 079.5（14人）   | 07着 | R1:33.4（33.7）   | -0.5 | 0荻野極       | 57        | トゥードジボン       | 480         |
| 0000.10.14 | 新潟   | 信越S         | L    | 芝1400m（良） | 18    | 4     | 7     | 019.70（7人）   | 10着 | R1:21.5（35.5）   | -1.0 | 0荻野極       | 57        | レイベリング         | 488         |
| 2025.03.09 | 阪神   | 大阪城S       | L    | 芝1800m（良） | 14    | 3     | 3     | 056.90（9人）   | 11着 | R1:46.0（34.9）   | -1.4 | 0荻野極       | 58        | デビットバローズ     | 498         |
| 0000.03.30 | 阪神   | 六甲S         | L    | 芝1600m（良） | 12    | 4     | 4     | 039.7（10人）   | 11着 | R1:34.6（36.0）   | -2.4 | 0荻野極       | 58        | ダディーズビビッド   | 498         |
| 0000.08.09 | 新潟   | 関越S         | OP   | 芝1800m（良） | 13    | 7     | 10    | 047.8（11人）   | 02着 | R1:46.3（32.7）   | -0.1 | 0杉原誠人     | 56        | ウンブライル         | 488         |

- 競走成績は2025年8月9日現在

## 血統表
| ラインベックの血統              | ラインベックの血統                                     | ラインベックの血統   | （血統表の出典）     | （血統表の出典）  |
| 父系                            | サンデーサイレンス系                                   | サンデーサイレンス系 | サンデーサイレンス系 | [ § 2 ]           |
| 父 ディープインパクト 2002 鹿毛 | 父の父*サンデーサイレンス Sunday Silence 1986 青鹿毛   | Halo                 | Hail to Reason       | Hail to Reason    |
| 父 ディープインパクト 2002 鹿毛 | 父の父*サンデーサイレンス Sunday Silence 1986 青鹿毛   | Halo                 | Cosmah               |                   |
| 父 ディープインパクト 2002 鹿毛 | 父の父*サンデーサイレンス Sunday Silence 1986 青鹿毛   | Wishing Well         | Understanding        | Understanding     |
| 父 ディープインパクト 2002 鹿毛 | 父の父*サンデーサイレンス Sunday Silence 1986 青鹿毛   | Wishing Well         | Mountain Flower      |                   |
| 父 ディープインパクト 2002 鹿毛 | 父の母*ウインドインハーヘア Wind in Her Hair 1991 鹿毛 | Alzao                | Lyphard              | Lyphard           |
| 父 ディープインパクト 2002 鹿毛 | 父の母*ウインドインハーヘア Wind in Her Hair 1991 鹿毛 | Alzao                | Lady Rebecca         |                   |
| 父 ディープインパクト 2002 鹿毛 | 父の母*ウインドインハーヘア Wind in Her Hair 1991 鹿毛 | Burghclere           | Busted               | Busted            |
| 父 ディープインパクト 2002 鹿毛 | 父の母*ウインドインハーヘア Wind in Her Hair 1991 鹿毛 | Burghclere           | Highclere            |                   |
| 母 アパパネ 2007 鹿毛           | 母の父キングカメハメハ 2001 鹿毛                       | Kingmambo            | Mr. Prospector       | Mr. Prospector    |
| 母 アパパネ 2007 鹿毛           | 母の父キングカメハメハ 2001 鹿毛                       | Kingmambo            | Miesque              |                   |
| 母 アパパネ 2007 鹿毛           | 母の父キングカメハメハ 2001 鹿毛                       | *マンファス          | *ラストタイクーン    | *ラストタイクーン |
| 母 アパパネ 2007 鹿毛           | 母の父キングカメハメハ 2001 鹿毛                       | *マンファス          | Pilot Bird           |                   |
| 母 アパパネ 2007 鹿毛           | 母の母*ソルティビッド Salty Bid 2000 栗毛              | Salt Lake            | Deputy Minister      | Deputy Minister   |
| 母 アパパネ 2007 鹿毛           | 母の母*ソルティビッド Salty Bid 2000 栗毛              | Salt Lake            | Take Lady Anne       |                   |
| 母 アパパネ 2007 鹿毛           | 母の母*ソルティビッド Salty Bid 2000 栗毛              | Piper Piper          | Spectacular Bid      | Spectacular Bid   |
| 母 アパパネ 2007 鹿毛           | 母の母*ソルティビッド Salty Bid 2000 栗毛              | Piper Piper          | Alvarada             |                   |
| 母系(F-No.)                     | 9号族(FN:9-f)                                          | 9号族(FN:9-f)        | 9号族(FN:9-f)        | [ § 3 ]           |
| 5代内の近親交配                 | 5代内アウトブリード                                    | 5代内アウトブリード  | 5代内アウトブリード  | [ § 4 ]           |
| 出典                            | 1. 2. 3. 4.                                            | 1. 2. 3. 4.          | 1. 2. 3. 4.          | 1. 2. 3. 4.       |

- 全兄ジナンボーは2019年・2020年新潟記念2着馬[6]。
- 全妹アカイトリノムスメは2021年秋華賞勝ち馬。